# Трикера
«Трикера́» (фр. Triquéra) — филателистическое название первой примитивной почтовой марки Новой Каледонии стандартного типа (Sc #1; SG #1), которое было ей дано в честь автора — Луи Трикера (Louis Triquéra). Изготовлена в 1860 году.

## Описание
Номинал 10 сантимов. Марка чёрно-серого цвета, без зубцов и клея. В центре помещён профиль императора Франции Наполеона III.

## История
В 1859 году власти острова приняли решение, что вся внутриостровная корреспонденция подлежит франкированию, однако из-за отсутствия почтовых марок для этой колонии власти решили выпустить собственную почтовую марку.
Изготовление марки было поручено сержанту подразделения французской морской пехоты на Новой Каледонии Луи Трикера, гравёру по своей гражданской специальности.
Используя в качестве образца почтовую марку Франции 1853 года с изображением императора Наполеона III и располагая только примитивным оборудованием, главным образом, булавкой, сержант изготовил на литографском камне 50 клише марок — в пять рядов по десять штук. Гравировал он каждое клише отдельно, поэтому все марки отличаются и можно говорить о существовании 50 разновидностей.
Для печатания марок была использована единственная существовавшая на острове типография местной газеты. Марки были отпечатаны обычной чёрной типографской краской.
1 января 1860 года в почтовое бюро Пор-де-Франс (ныне Нумеа) поступили 30 листов с первой почтовой маркой — всего 1500 штук. Расстояние между марками было лишь около миллиметра. Это создавало большие трудности при разрезании листов. Поэтому на почте предпочитали продавать их целыми листами. Благодаря этому обстоятельству до сих пор сохранилось несколько листов.
Марки были выпущены без разрешения центральной колониальной администрации в Париже. Обращение марки было остановлено почтовым ведомством метрополии. В конце 1862 года она была заменена общеколониальными выпусками Франции.

## Филателистические аспекты
Любопытно, что информацию о собственном выпуске Новой Каледонии случайно разгласил филателист и издатель Оскар Берже-Левро в разговоре с главой департамента почтовых марок в Париже в 1861 году.
При внутриостровной переписке марки, как правило, на почте не гасились. Поэтому гашёные на письме они представляют собой большую редкость.
Вскоре после появления островной марки она получила у филателистов название «Трикера» по фамилии её автора. Литографский камень сержанта после его смерти попал в распоряжение его родственников, и с него были сделаны репринты, весьма не дорогие.
- Репринт, сделанный на простой бумаге с оригинальной платы и указанный в каталогах как оригинал (позиция в листе № 42)
- Рисунок марки, представленный в издании филателистической лекции 1899 года[5]

Дважды, в 1960 году к 100-летию и в 1999 году к 140-летию первой марки, в Новой Каледонии были выпущены юбилейные марки с изображением миниатюры Луи Трикера.